# Антедон середземноморський
Антедон середземноморський (Antedon mediterranea) — вид безстебельних криноїдів родини Antedonidae. Зустрічається на морському дні на помірних глибинах Середземного моря. Він є фільтратором і захоплює планктон своїми довгими пір'ястими руками.

## Опис
Antedon mediterranea має рудиментарне стебло, основа якого містить до сорока хватальних цирів, шарнірних чіпких структур, за допомогою яких він може чіплятися за тверду поверхню. Над нею розташована чашечка, невелика чашоподібна структура, оточена п'ятьма парами гілок, які несуть пір'ясті пір'я. Руки можна згорнути, якщо загрожує небезпека, але коли вони витягнуті, щоб поїсти, вони мають довжину близько 10 см. Вони крихкі, але якщо один з них зламався, тварина може його відновити. Колір цього криноїда досить різноманітний і коливається від білого, жовтого, оранжевого або червоного до коричневого і темно-пурпурного, іноді зі смугами контрастного кольору.

## Поширення і середовище проживання
Antedon mediterranea зустрічається в Середземному та Егейському морях і на захід до південного узбережжя Іспанії та мису Сент-Вінсент. Він зустрічається на глибині приблизно до 80 метрів і любить райони з сильними течіями, які приносять багато їжі в межах досяжності. Він зустрічається на скелястих або піщаних морських днах, багатих водоростями, або серед морських трав (Posidonia oceanica). Удень він ховається в прихованих місцях, а вночі виходить на більш відкриті місця. Він зграйний і часто зустрічається на морських батогах, мохуватках, водоростях або морських травах.